# Mkhitar Djrbashian
Mkhitar Djrbashian (também M. M. Dzhrbashjan, M. M. Jerbashian; em russo:  Мхитар Мкртичевич Джрбашян; em armênio/arménio:  Մխիթար Մկրտչի Ջրբաշյան; Erevan, 11 de setembro de 1918 – Erevan, 6 de maio de 1994) foi um matemático armeniano, que contribuiu significativamente para a teoria construtiva das funções, análise harmônica e análise complexa.
Foi palestrante convidado do Congresso Internacional de Matemáticos em Vancouver (1974).